# Strada provinciale 218 della Polsa
La strada provinciale 218 della Polsa (SP 218) è una strada provinciale italiana della provincia autonoma di Trento. Il suo nome è dato dal fatto che tramite questa strada si può facilmente raggiungere l'omonima località sciistica. La strada ha una lunghezza totale di 11,227 chilometri.

## Percorso

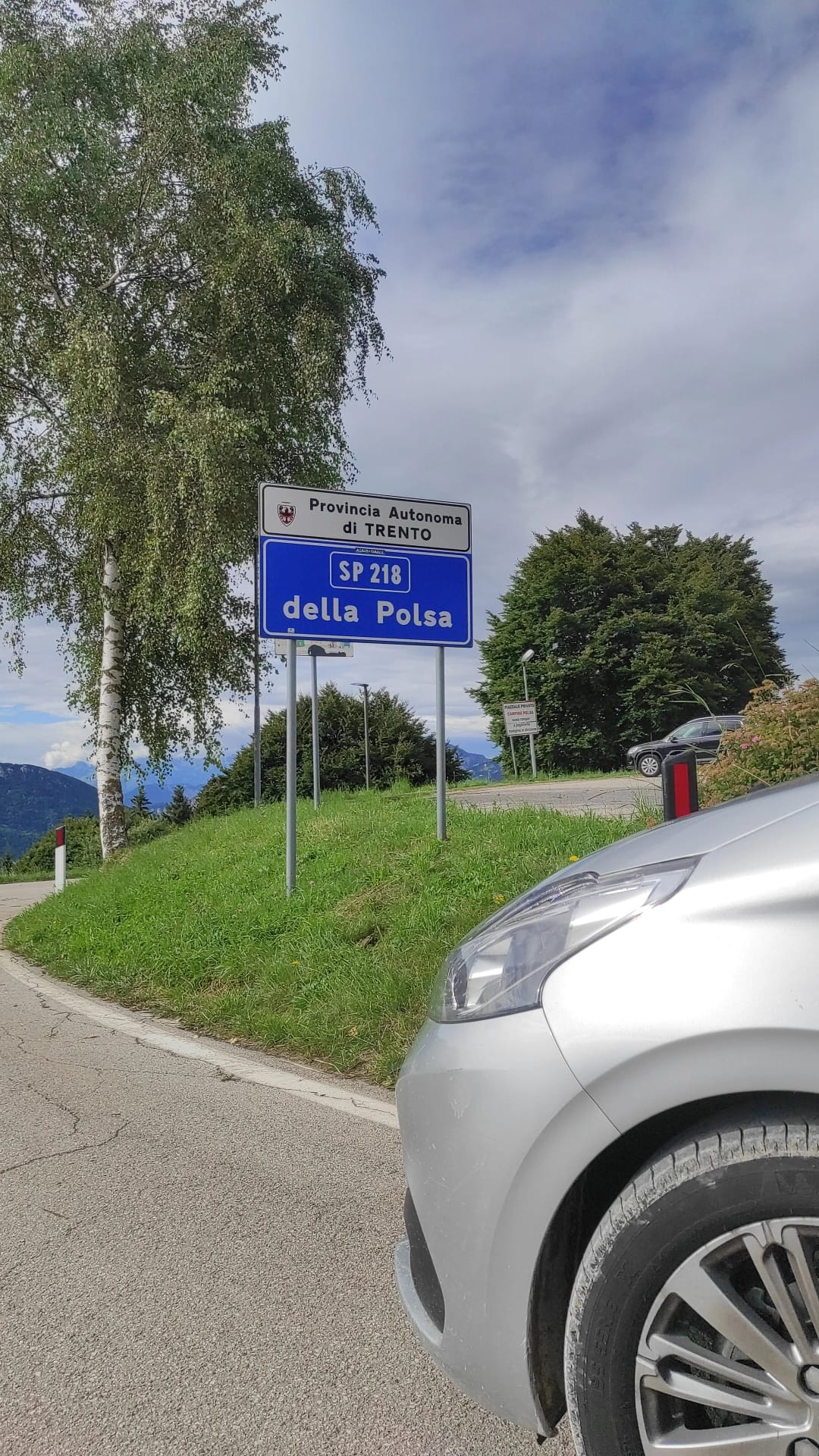
Foto che mostra il cartello all'arrivo sulla Polsa della SP218

Ha inizio a Brentonico al chilometro 8,9 della SP 3 del Monte Baldo e nel percorso l'unica località incontrata è Prada (dove al chilometro 3,535 si trova il bivio per la SP 22 Chizzola-Brentonico dir Saccone Prada per raggiungere la frazione di Cornè o per tornare a valle nei pressi del comune di Ala).
La strada termina alla località Polsa, a 1 293 m.s.l.m. dove vi sono vari imbocchi per strade sterrate, sentieri, malghe, stazioni sciistiche e attività turistiche di ogni genere.

Alla località Polsa viene incontrato il 4º tratto del Sentiero della Pace, ovvero un percorso turistico-escursionistico che collega lo Stelvio alla Marmolada passando per molteplici aree di riferimento territoriali.

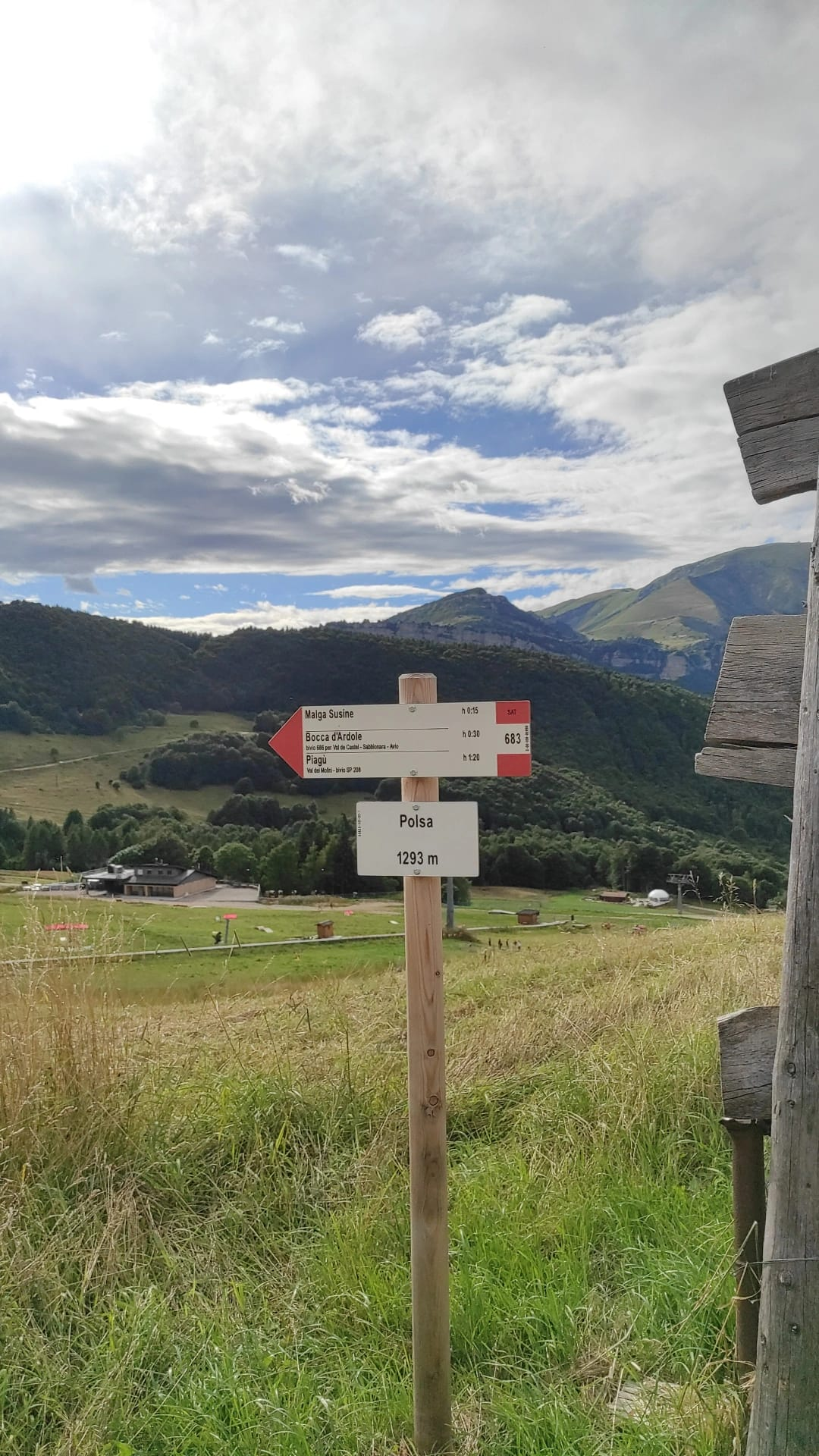
Cartello SAT posto sulla Polsa per info sentieri

## Sport

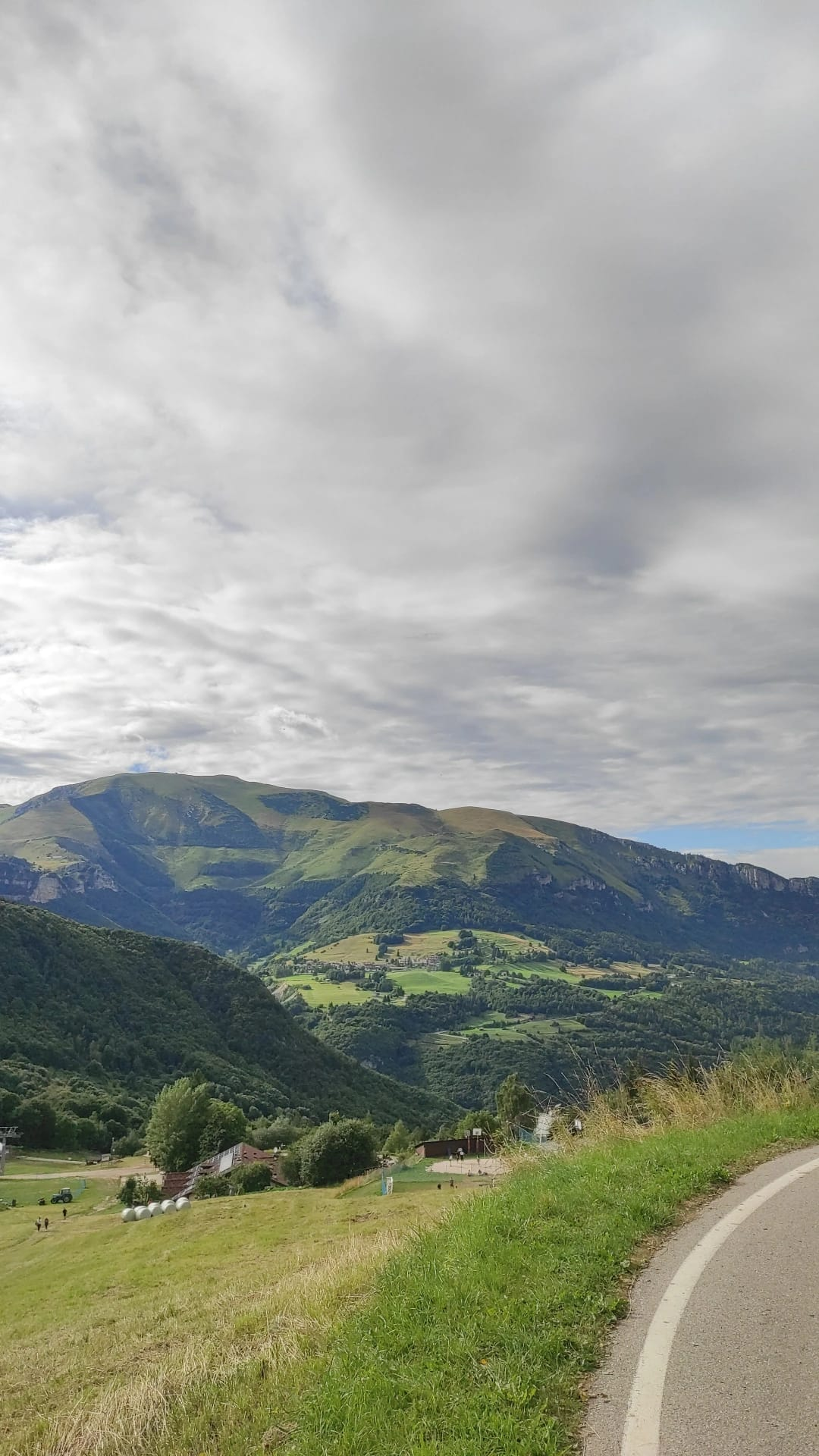
Paesaggio posto sulla SP218 località Polsa

### Ciclismo
Sull'intero percorso si disputò una cronoscalata che da Mori saliva fino alla località Polsa con un totale di 20,6 chilometri durante il Giro d'Italia 2013 nella 18ª tappa il 23 maggio. Fu vinta da Vincenzo Nibali, vincitore finale della 96ª edizione della corsa rosa ed il percorso complessivo prevedeva un dislivello totale di 1078 metri con una pendenza media del 5,7% ed una pendenza massima del 10%.
La strada fu utilizzata anche nella 7ª tappa del Giro d'Italia 1970 del 24 maggio, vinta da Eddy Merckx che prevedeva la partenza a Malcesine e l'arrivo alla Polsa con un totale di 130 chilometri.

## Bus navetta
L'intera strada è percorsa da un servizio Ski-Bus nella stagione invernale che conduce alle varie stazioni sciistiche poste dei pressi delle località attraversate dalla strada.
Inoltre nella stagione estiva da luglio fino a settembre la provincia di Trento e l'Azienda per il Turismo di Rovereto e Vallagarina nette a disposizione un bus navetta (chiamato Monte Baldo Express) che percorre tutta la strada per una mobilità sostenibile e diminuire il carico di traffico ed inquinamento sull'Altopiano di Brentonico.

## Pericolosità della strada
La strada è molto frequentata soprattutto da ciclisti e turisti, nonostante la sua dimensione di carreggiata ridotta, la sua ripidità e i suoi tornanti pericolosi. Per questo motivo su questa strada la provincia di Trento ha deciso di installare dei cartelli speciali per avvisare gli automobilisti di "rispettare il ciclista" mantenendo quindi una distanza di sicurezza ragionevole ed evitare manovre pericolose per costoro.